# The Memory Remains
«The Memory Remains» (укр. Пам'ять ще жива) — пісня американського рок-гурту Metallica, що увійшла до альбому Reload (1997) та вийшла як сингл.

## Історія пісні
Пісня «The Memory Remains» увійшла до сьомого студійного альбому рок-гурту Metallica, другої частини своєрідної дилогії Load (1996) — Reload (1997). Її демоверсію було записано 6 березня 1995 року, і на той момент її робочою назвою була просто «Memory». 
«The Memory Remains» вирізняється серед решти пісень Metallica наявністю «запрошеного гостя», співачки Меріенн Фейтфул, яка також відома як колишня коханка Міка Джаггера з The Rolling Stones. Окрім участі в запису, Фейтфул знялася у відеокліпі на композицію, знятому режисером Полом Андресеном, а також виконала її разом з гуртом в грудні 2011 року, під час святкування 30-ліття Metallica.
Пісню було вперше виконано наживо 11 листопада 1997 року в Філадельфії, і після цього вона гралася на концертах понад 300 разів. «The Memory Remains» дебютувала на 38 місці в головному пісенному хіт-параді США Hot 100, що публікується щотижня в часописі «Білборд»: це стало лише шостим потраплянням пісень Metallica до 40 кращих в країні, а наступний раз це сталося більш ніж за десять років, після виходу синглу «The Day That Never Comes» з альбому Death Magnetic (2008).

## Учасники запису
- Джеймс Гетфілд — гітара, спів;
- Ларс Ульріх — ударні;
- Кірк Гемметт — гітара;
- Джейсон Ньюстед — бас-гітара[2].

## Список пісень
| Сингл (США) | Сингл (США)                                          | Сингл (США) |
| #           | Назва                                                | Тривалість  |
| ----------- | ---------------------------------------------------- | ----------- |
| 1.          | «The Memory Remains»                                 |             |
| 2.          | «For Whom The Bell Tolls» (Haven't Heard It Yet Mix) |             |

| Сингл (інші країни) — Частина 1 | Сингл (інші країни) — Частина 1                          | Сингл (інші країни) — Частина 1 |
| #                               | Назва                                                    | Тривалість                      |
| ------------------------------- | -------------------------------------------------------- | ------------------------------- |
| 1.                              | «The Memory Remains»                                     |                                 |
| 2.                              | «Fuel For Fire» (Work In Progress With Different Lyrics) |                                 |
| 3.                              | «Memory» (Demo)                                          |                                 |

| Сингл (інші країни) — Частина 2 | Сингл (інші країни) — Частина 2                                        | Сингл (інші країни) — Частина 2 |
| #                               | Назва                                                                  | Тривалість                      |
| ------------------------------- | ---------------------------------------------------------------------- | ------------------------------- |
| 1.                              | «The Memory Remains»                                                   |                                 |
| 2.                              | «King Nothing» (Tepid Mix)                                             |                                 |
| 3.                              | «The Outlaw Torn» (Unencumbered By Manufacturing Restrictions Version) |                                 |

| Мініальбом (Японія) | Мініальбом (Японія)                                                    | Мініальбом (Японія) |
| #                   | Назва                                                                  | Тривалість          |
| ------------------- | ---------------------------------------------------------------------- | ------------------- |
| 1.                  | «The Memory Remains»                                                   |                     |
| 2.                  | «Fuel For Fire» (Work In Progress With Different Lyrics)               |                     |
| 3.                  | «King Nothing» (Tepid Mix)                                             |                     |
| 4.                  | «For Whom The Bell Tolls» (Haven't Heard It Yet Mix)                   |                     |
| 5.                  | «Memory» (Demo)                                                        |                     |
| 6.                  | «The Outlaw Torn» (Unencumbered By Manufacturing Restrictions Version) |                     |

## Список видань
Пісня «The Memory Remains» з'являлася на наступних релізах Metallica:
- 1997 — «The Memory Remains» (сингл)
- 1997 — Reload (студійний альбом)
- 1998 — «The Unforgiven II» (сингл, бі-сайд)
- 1998 — Fan Can III (бокс-сет)
- 1999 — S&M (концертний альбом)
- 2001 — Fan Can IV (бокс-сет)
- 2006 — The Videos: 1989—2004 (збірка відеокліпів)
- 2009 — Guitar Hero: Metallica (комп'ютерна гра)
- 2009 — Orgullo, Pasión, y Gloria: Tres Noches en la Ciudad de México (концертний відеоальбом)
- 2010 — Fan Can VI (бокс-сет)
- 2013 — Metallica: Through the Never (альбом)
- 2014 — «Metallica: Крізь неможливе» (концертний фільм)
- 2020 — S&M2 (концертний альбом)